# ヴァシリエ・アジッチ
ヴァシリエ・アジッチ（Vasilije Adžić、2006年5月12日 - ）は、モンテネグロ・ニクシッチ出身のサッカー選手。セリエC・ユヴェントス Next Gen所属。ポジションはミッドフィールダー。

## 経歴
FKブドゥチノスト・ポドゴリツァの下部組織出身で、2022年に16歳でトップチームデビューを果たした。デビュー戦となったFKアルセナル・ティヴァトとの試合では初ゴールも記録している。
2022-23シーズン後半にレギュラーとして定着すると、リーグ戦23試合で3ゴール3アシストを記録しリーグ制覇に貢献した。2023-24シーズンも主力として公式戦42試合に出場し、8ゴール4アシストを記録した。
2024年7月11日、2027年までの契約期間でユヴェントス Next Genへの移籍が発表された。

## タイトル

### クラブ
FKブドゥチノスト・ポドゴリツァ
- プルヴァ・ツルノゴルスカ・フドバルスカ・リーガ：1回 (2022-23)